# Hsiao Po-yu
Hsiao Po-yu (im englischen Sprachraum auch Brody Hsiao; * 25. September 2002 in Vancouver, British Columbia, Kanada) ist ein taiwanischer Eishockeytorwart, der seit 2023 für die Mannschaft der San Diego State University in der American Collegiate Hockey Association spielt. Seine beiden älteren Brüder Po-yuan und Po-yun sind ebenfalls taiwanische Nationalspieler.

## Karriere
Hsiao Po-yu, der als Sohn taiwanischer Eltern in Kanada zur Welt kam, begann seine Karriere als Eishockeyspieler in der Jugendabteilung des Klubs Silver Monster in Taipeh. Ab 2015 spielte er für verschiedene kanadische Nachwuchsteams. Dabei erreichte er 2017 die höchste Fangquote der Canadian Sport School Hockey League U17 und gewann 2022 mit den Cold Lake Aeros sowohl die reguläre Saison als auch die Playoffs der Can-Am Junior Hockey League. Seit 2023 spielt er für die Mannschaft der San Diego State University in der American Collegiate Hockey Association.

### International
Im Juniorenbereich spielte Hsiao für Taiwan bei der U18-Weltmeisterschaft 2019, als er mit der höchsten Fangquote und dem geringsten Gegentorschnitt auch zum besten Torhüter des Turniers gewählt wurde, und bei der U20-Weltmeisterschaft 2022, als der Aufstieg in die Division II gelang, jeweils in der Division III.
Mit der taiwanischen Herren-Auswahl nahm Hsiao zunächst an der Weltmeisterschaft der Division III 2023 teil, als er mit der höchsten Fangquote und dem geringsten Gegentorschnitt auch zum besten Torhüter des Turniers gewählt wurde und so maßgeblich zum erstmaligen Aufstieg der Taiwaner in die Division II beitrug. Zudem vertrat er Taiwan bei der Olympiaqualifikation für die Winterspiele in Mailand 2026.

## Erfolge und Auszeichnungen
- 2019 Aufstieg in die Division III, Gruppe A, bei der U18-Weltmeisterschaft der Division III, Gruppe B
- 2019 Bester Torwart, höchste Fangquote und geringster Gegentorschnitt bei der U18-Weltmeisterschaft der Division III, Gruppe B
- 2020 Höchste Fangquote der Canadian Sport School Hockey League U17
- 2022 Gewinn der regulären Saison und Playoffs der Can-Am Junior Hockey League mit den Cold Lake Aeros
- 2022 Aufstieg in die Division II, Gruppe B, bei der U20-Weltmeisterschaft der Division III
- 2023 Aufstieg in die Division II, Gruppe B, bei der Weltmeisterschaft der Division III, Gruppe A
- 2023 Bester Torwart, höchste Fangquote und geringster Gegentorschnitt bei der Weltmeisterschaft der Division III, Gruppe A